# Арсура
Арсура (рум. Arsura) — село у повіті Васлуй в Румунії. Адміністративний центр комуни Арсура.
Село розташоване на відстані 303 км на північний схід від Бухареста, 29 км на північний схід від Васлуя, 50 км на південний схід від Ясс.

## Населення
За даними перепису населення 2002 року у селі проживали 786 осіб, усі — румуни. Усі жителі села рідною мовою назвали румунську.